# Lista de episódios de Isa TK+
Isa TK+ (Isa Te Kiero Más) foi uma telenovela produzida e exibida pela Nickelodeon América Latina entre 28 de setembro de 2009 e 26 de março de 2010. Trata-se de um spin-off de Isa TKM, servindo como uma 2.ª temporada da trama original. Em seu elenco, contou com María Gabriela de Faría, Reinaldo "Peche" Zavarce, Micaela Castellotti e Willy Martin, advindos da 1.ª temporada, além de Carolina Gaitán e Ricardo Abarca, novidades da 2.ª temporada, nos papéis principais.

## Sinopse
Esta temporada narra o cotidiano da protagonista Isa Pasquali (María Gabriela de Faría) que, após conquistar o sucesso como cantora, muda-se para a Colômbia e matricula-se no Colégio Bravo, um internato voltado para alunos que desejam dedicar-se às artes e às interpretações.
Ao lado de Isa, sua melhor amiga Linda Luna (Micaela Castellotti) também matricula-se no internato para formar-se como bailarina, porém sua bolsa de estudos cobre apenas 50% do valor dos estudos, o que exige que ela trabalhe na sala de informática da escola para pagar a metade restante do valor não coberto pela bolsa. Alex Ruiz (Reinaldo "Peche" Zavarce) e Rey Galán (Willy Martin), determinados a não perderem suas amadas, armam planos mirabolantes para também conseguirem chegar ao Colégio Bravo, onde matriculam-se após certo esforço de ambos.
Catarina Bernabéu (Carolina Gaitán) uma garota invejosa e perversa, se aproxima de Isa fingindo querer apenas a sua sincera amizade, mas pelas costas, passa a tramar planos diabólicos para prejudicar a vida profissional e pessoal da garota, sujando sua imagem com a gravadora e tentando afastá-la de seu namorado Alex, por quem Catarina se apaixona. 
Para atrapalhar ainda mais o romance do casal protagonista, Sebastián Lorenzo (Ricardo Abarca), o garoto mais popular do colégio, apaixona-se à primeira vista por Isa e torna-se o inimigo de Alex na disputa pelo coração da cantora.

## Resumo dos capítulos
Abaixo encontram-se o resumo de todos os 120 capítulos exibidos ao longo de 24 semanas no ar nos canais filiais da emissora na América Latina e no Brasil, onde a trama também foi exibida em TV aberta pelo canal Bandeirantes entre 27 de dezembro de 2010 e 11 de junho de 2011.

### Semana 1
| # | Título                              | Exibição original      | Exibição no Brasil | Exibição no Brasil     |
| # | Título                              | Exibição original      | Nickelodeon        | Bandeirantes           |
| --- | ----------------------------------- | ---------------------- | ------------------ | ---------------------- |
| 1 | Ao Estrangeiro!                     | 28 de setembro de 2009 | 5 de abril de 2010 | 27 de dezembro de 2010 |
| Isa e Alex fazem seu último show na Venezuela, antes de Isa e Linda irem para um novo colégio na Colômbia. Isa foi aceita com a bolsa de estudos integral, enquanto Linda conseguiu metade da bolsa e vai trabalhar na sala de informática para pagar o valor restante dos estudos. Logo que chegam ao Colégio Bravo, Isa e Linda conhecem Catarina, uma garota muito popular. De volta à Venezuela, Rey e Alex preparam-se para mudar de país, mas o problema é que apenas Rey conseguiu matricular-se no colégio.                                                                  |                                     |                        |                    |                        |
| 2 | Ai, caramba!                        | 29 de setembro de 2009 | 6 de abril de 2010 | 28 de dezembro de 2010 |
| Alex e Rey chagam ao Colégio Bravo e encontram Isa e Linda dançando com Sebastián e Xavier (Juan Sebastián Quintero). Motivado pelo ciúme, Rey começa uma guerra de comida, porém bota a culpa em Alex. Quando os diretores do colégio Andy Roca (Juan Carlos Messier) e Violeta Marindo (Yaneth Waldman), popularmente conhecida como Tamarindo, levam Alex para a diretoria, descobrem que ele não está matriculado no colégio. Alex fica sabendo que Isa vai se encontrar com Sebastián e segue-a até o estúdio de música. Alex entende que eles estão apaixonados um pelo outro. |                                     |                        |                    |                        |
| 3 | Oh, meu Deus!                       | 30 de setembro de 2009 | 7 de abril de 2010 | 29 de dezembro de 2010 |
| No exame prático para conseguir a bolsa de estudos, Alex apresenta uma nova canção na frente de todos. Catarina desconfia que a música seja para Isa e decide descobrir se eles são namorados, mesmo com Alex negando. Ele pede que Sebastián deixe Isa em paz, e revela que ela é sua namorada. Porém, o colégio não permite o namoro entre os alunos e logo Tamarindo fica sabendo da nova fofoca. |                                     |                        |                    |                        |
| 4 | Inacreditável, mas Califratilístico | 1 de outubro de 2009   | 8 de abril de 2010 | 30 de dezembro de 2010 |
| Sebastián fica sabendo que Isa e Alex são namorados e decide se afastar. O diretor Andy avisa a Alex que ele precisa passar no exame teórico para conseguir a bolsa. Porém, ele e Isa não poderiam mais namorar. Quando descobre sobre a Regra 3NB, que proíbe namoros no colégio, Linda pergunta a Rey se ele prefere o colégio ou ela. Tamarindo faz de tudo para Alex não ser aceito no colégio e muda o exame prático, aumentando propositalmente o nível de dificuldade da prova.                                                                                               |                                     |                        |                    |                        |
| 5 | A bordo...                          | 2 de outubro de 2009   | 9 de abril de 2010 | 31 de dezembro de 2010 |
| Alex faz uma boa prova, mas não consegue a pontuação suficiente para ganhar a bolsa de estudos e precisa ir embora. Mas, sem querer, Tamarindo lembra o diretor Andy de que há mais um exame a ser feito: o de atuação. Alex pede ajuda à Catarina para ensaiar sua cena e ela cobra um beijo dele. Sebastián chega na hora em que Catarina rouba um beijo de Alex. Enquanto isso, Isa grava uma mensagem ecológica para a TV com Sebastián. |                                     |                        |                    |                        |

### Semana 2
| # | Título                                       | Exibição original    | Exibição no Brasil  | Exibição no Brasil   |
| # | Título                                       | Exibição original    | Nickelodeon         | Bandeirantes         |
| --- | -------------------------------------------- | -------------------- | ------------------- | -------------------- |
| 6 | Aproxima-se uma Crise Amorosa                | 5 de outubro de 2009 | 12 de abril de 2010 | 3 de janeiro de 2011 |
| Natália (Vanessa Blándon), mais conhecida como Naty, pede para Sebastián ser seu namorado de mentira apenas para enganar Kike (Sebastián Vega). Linda e Rey se reconciliam e voltam a namorar. Alex apresenta uma cena musical de Robin Hood que resulta em um grande sucesso, conseguindo a bolsa de estudos. Sebastián tenta falar com Isa sobre Alex, mas não consegue e deixa a garota confusa. Álvaro Lorenzo (Mauro Urquijo), pai de Sebastián, coloca fotos do filho com Isa na internet.                                                |                                              |                      |                     |                      |
| 7 | Arma-se um Complô                            | 6 de outubro de 2009 | 13 de abril de 2010 | 4 de janeiro de 2011 |
| Alex vai tirar satisfações com Sebastián sobre as fotos, mas ele se defende, falando que Alex tem um caso com Catarina. Isa tenta explicar para Alex sobre as fotos. Ela também deve satisfações à sua gravadora, já que no jornal diz que ela está trabalhando na gravadora de Álvaro. Rey cai em uma armadilha e fica pendurado em uma árvore. Depois, ele confunde Linda com Sandra (Diana Neira), mais conhecida como Sandy, e a beija. Naty descobre que foi Fernando (Anderson Otalvaro), mais conhecido como Nando, quem tirou as fotos. |                                              |                      |                     |                      |
| 8 | O Plano de Catarina                          | 7 de outubro de 2009 | 14 de abril de 2010 | 5 de janeiro de 2011 |
| Faltam poucos dias para o aniversário de Isa. Alex decide fingir que esqueceu a data para depois fazer uma surpresa para Isa, mas ela fica com raiva e convida todos para irem ao cinema, menos Alex. Rey se vinga de Xavier, colocando um vídeo dele na internet. Alex conta para Catarina que fez uma música para Isa. Ela copia a música, que chega até Sebastián. Sandy acha que Rey e Linda terminaram o namoro. |                                              |                      |                     |                      |
| 9 | Isa e Sebastián?                             | 8 de outubro de 2009 | 15 de abril de 2010 | 6 de janeiro de 2011 |
| Alex discute com Catarina e diz que é apaixonado por Isa. Isa e Sebastián fogem dos jornalistas e o ônibus da escola sai sem os dois. Álvaro aproveita a situação e procura a imprensa para falar sobre a relação de seu filho com Isa. Alex e Catarina estão vendo a reportagem pela TV. No aniversário de Isa, Alex vai ao seu quarto mostrar a canção que fez para ela, mas encontra muitos presentes de Sebastián. |                                              |                      |                     |                      |
| 10 | O Aniversário que devia ser Fabulifantástico | 9 de outubro de 2009 | 16 de abril de 2010 | 7 de janeiro de 2011 |
| Isa pensa que os presentes são de Alex, mas depois descobre que foi Sebastián quem mandou. Ela decide devolver tudo, mas mesmo assim, Alex resolve brigar com seu rival. Isa procura Alex pelo colégio para tentar evitar a briga, mas Catarina o deixou trancado no estúdio de música. |                                              |                      |                     |                      |

### Semana 3
| # | Título                                   | Exibição original     | Exibição no Brasil  | Exibição no Brasil    |
| # | Título                                   | Exibição original     | Nickelodeon         | Bandeirantes          |
| --- | ---------------------------------------- | --------------------- | ------------------- | --------------------- |
| 11 | Inicia-se uma boa Celebração Arquirrival | 12 de outubro de 2009 | 19 de abril de 2010 | 10 de janeiro de 2011 |
| Todos estão na festa de Isa, menos Alex, que está preso no estúdio. Ele tenta sair pelo duto de ventilação, mas se perde. Na festa, Sebastián canta uma música que ele diz que compôs para Isa. Tamarindo manda Ágata (Viviana Santos), sua fiel escudeira, vigiar os estudantes e ela pensa em denunciar a festa para a direção do colégio. Quando Alex e Isa finalmente se encontram, ele canta para ela a mesma canção que Sebastián cantou. |                                          |                       |                     |                       |
| 12 | A Festa se estraga                       | 13 de outubro de 2009 | 20 de abril de 2010 | 11 de janeiro de 2011 |
| Durante um jogo na festa, Rey beija Sandy e Linda acredita que foi Isa quem armou tudo. Catarina aproveita que as duas melhores amigas estão brigadas para se aproximar de Linda. Sebastián pede uma explicação à Catarina sobre a música. Alex pensa em terminar o namoro com Isa por ciúmes de Sebastián. |                                          |                       |                     |                       |
| 13 | Rumor via Celular                        | 14 de outubro de 2009 | 21 de abril de 2010 | 12 de janeiro de 2011 |
| Alex está chateado porque Isa não mencionou que é sua namorada. Naty se declara para Sebastián. Enquanto isso, Linda e Xavier se beijam e, sem querer, Isa grava a cena no seu celular. Catarina arma um plano para separar ainda mais Linda de Isa e a "Gordinha" fica chateada quando vê um vídeo de seu beijo na internet. |                                          |                       |                     |                       |
| 14 | O Dilema de Linda                        | 15 de outubro de 2009 | 22 de abril de 2010 | 13 de janeiro de 2011 |
| Isa tenta se desculpar com Linda, mas ela não quer saber da sua agora ex-melhor amiga. Elas se metem em uma confusão e Linda está decidida a deixar o colégio. Álvaro salva Isa de um castigo. Enquanto isso, Alex e Sebastián têm uma discussão que fica gravada em um CD. Naty encontra um CD no estúdio e entrega para Rey. |                                          |                       |                     |                       |
| 15 | Descobertas e Surpresas                  | 16 de outubro de 2009 | 23 de abril de 2010 | 14 de janeiro de 2011 |
| Alex fica chateado ao saber que Isa tem um compromisso com Álvaro. Linda aceita sair com Xavier, mas Rey tenta sabotar o encontro. Quando Sebastián chega com sua namorada de mentira, Naty, Álvaro faz de tudo para distraí-la e apresenta à imprensa Isa e Sebastián como namorados. |                                          |                       |                     |                       |

### Semana 4
| # | Título                              | Exibição original     | Exibição no Brasil  | Exibição no Brasil    |
| # | Título                              | Exibição original     | Nickelodeon         | Bandeirantes          |
| --- | ----------------------------------- | --------------------- | ------------------- | --------------------- |
| 16 | Más Intenções em Ação               | 19 de outubro de 2009 | 26 de abril de 2010 | 17 de janeiro de 2011 |
| Isa é perseguida pelos repórteres na mansão de Álvaro. Alex tenta falar com Isa, mas não consegue. Na entrevista coletiva, ele pede para fazer uma pergunta. Enquanto isso, Rey e Xavier entram em uma competição de dança. Rey pede Sandy em namoro para fazer ciúmes em Linda.                                                                                    |                                     |                       |                     |                       |
| 17 | A Lei 3NB não importa... No momento | 20 de outubro de 2009 | 27 de abril de 2010 | 18 de janeiro de 2011 |
| Isa declara para todos que Alex é seu namorado. Depois de ver o beijo entre Isa e Alex na TV, Catarina tem um plano para sabotar o show dos dois. Rey chantageia Alex com a gravação em que ele diz que beijou Catarina. Isa é chamada na diretoria por descumprir a regra de namoro e fica sabendo que terá de sair do colégio.                                    |                                     |                       |                     |                       |
| 18 | O Ambiente é tenso                  | 21 de outubro de 2009 | 28 de abril de 2010 | 19 de janeiro de 2011 |
| Linda fica sabendo de um segredo de Tamarindo através de Kike. Alex, pressionado por Rey, vai falar com Xavier. A professora Cecília (Adriana Silva) ouve quando Isa conta para Linda que cedeu um papel para Catarina. |                                     |                       |                     |                       |
| 19 | Um Aviso Assustador                 | 22 de outubro de 2009 | 29 de abril de 2010 | 20 de janeiro de 2011 |
| Durante os testes para o musical da escola, Alex tenta o papel que será par romântico de Isa, mas precisa enfrentar a concorrência de Sebastián. Enquanto isso, Linda e Sandy também brigam por um papel na peça. Rey não fica feliz com o personagem que foi escolhido para ele e decide se vingar de Alex e Sebastián, reproduzindo a gravação da briga dos dois. |                                     |                       |                     |                       |
| 20 | Descobre-se a Fria Verdade          | 23 de outubro de 2009 | 30 de abril de 2010 | 21 de janeiro de 2011 |
| Isa está decepcionada com Alex e não quer mais falar com ele, principalmente depois que Catarina explica, do jeito dela, o que aconteceu. Kike conta para Sebastián e Alex quem colocou a gravação para todos ouvirem. Naty vê Sebastián abraçando Fabiana (Natalia Reyes), mais conhecida como Faby. Enquanto isso, Isa termina tudo com Alex.                     |                                     |                       |                     |                       |

### Semana 5
| # | Título                         | Exibição original     | Exibição no Brasil | Exibição no Brasil    |
| # | Título                         | Exibição original     | Nickelodeon        | Bandeirantes          |
| --- | ------------------------------ | --------------------- | ------------------ | --------------------- |
| 21 | Momento de Confusões           | 26 de outubro de 2009 | 3 de maio de 2010  | 24 de janeiro de 2011 |
| Todos brigam com Rey. Isa está arrasada e não quer falar com ninguém, mas Catarina se faz de vítima para ela e diz que foi Alex quem lhe beijou à força. Naty fica irritada por Faby estar flertando com Sebastián. Nando propõe um desafio para que Rey e Xavier se enfrentem. Chega a noite da apresentação do musical e Isa e Sebastián estão prestes a se beijarem diante do público.                                                                           |                                |                       |                    |                       |
| 22 | Desconforto Ativo              | 27 de outubro de 2009 | 4 de maio de 2010  | 25 de janeiro de 2011 |
| Alex improvisa uma cena e impede que Isa e Sebastián se beijem. Graças à improvisação, Rey fica de fora da peça, e os atores são aplaudidos. Tamarindo tenta sair com Álvaro. Alex se veste de mulher para ir ao quarto de Isa, mas ela o ignora. Sandy leva Rey para fazer um teste para um comercial de xampu na TV. Irritado com a indiferença de Isa, Alex beija Catarina na frente dela.                                                                       |                                |                       |                    |                       |
| 23 | Passando Maus Momentos no Amor | 28 de outubro de 2009 | 5 de maio de 2010  | 26 de janeiro de 2011 |
| Isa fica arrasada com a atitude de Alex. Jéssica e Nando quase se beijam. Uma amiga misteriosa de Catarina avisa que está chegando ao Colégio Bravo. Álvaro convida Isa, Alex, Catarina e Sebastián para almoçar em sua casa. Mateus (Micke Moreno) e Marisol (Salomé Quintero) organizam o concurso de "Mini-Isa". Rey e Xavier enfrentam-se num desafio na frente de todo o colégio. Xavier é o vencedor e como penitência, Rey tem que pintar o cabelo de verde. |                                |                       |                    |                       |
| 24 | Armadilha Lorenzo              | 29 de outubro de 2009 | 6 de maio de 2010  | 27 de janeiro de 2011 |
| Linda pede para voltar com Rey, mas ele diz que prefere Sandy. Álvaro propõe assinar um contrato com Catarina se ela convencer Isa a firmar acordo com sua gravadora. Alex quebra, sem querer, o violão preferido de Álvaro e é obrigado a trabalhar na mansão com Sebastián. Sandy termina tudo com Rey, mas Linda não quer mais saber dele. No café da manhã, Linda se engasga com um pedaço de frango e Xavier faz respiração boca-a-boca nela.                  |                                |                       |                    |                       |
| 25 | Maus Pressentimentos           | 30 de outubro de 2009 | 7 de maio de 2010  | 28 de janeiro de 2011 |
| Isa acompanha Linda até a enfermaria, enquanto Xavier se desentende com Rey. Alex planeja formar uma nova banda com Kike, Mateus e Nando e decide chamar Catarina para ser a vocalista. Isa é ameaçada por mensagens de texto anônimas no celular. Alex convida Ágata para ser baixista em sua banda. Tamarindo anuncia a chegada da modelo internacional Cristina Ricalde ao Colégio Bravo.                                                                        |                                |                       |                    |                       |

### Semana 6
| # | Título                                    | Exibição original     | Exibição no Brasil | Exibição no Brasil     |
| # | Título                                    | Exibição original     | Nickelodeon        | Bandeirantes           |
| --- | ----------------------------------------- | --------------------- | ------------------ | ---------------------- |
| 26 | O Bravo com Visita de uma Conhecida       | 2 de novembro de 2009 | 10 de maio de 2010 | 31 de janeiro de 2011  |
| Todos ficam muito surpresos com a chegada de Cristina, principalmente Isa e Linda. Tamarindo pede para que Sebastián acompanhe Cristina. Logo depois, Catarina finge estar contra Cristina quando, na verdade, tudo é um plano das duas para derrotar Isa. Cristina vai na Toca Azul e encontra-se com Catarina. Cristina quer que Catarina finja que as duas não se conhecem. Linda e Xavier viram namorados. Cristina vê Alex e os dois se abraçam, mas Alex apenas quer fazer ciúmes em Isa. Cristina vai ao ensaio da nova banda de Alex e diz que quer ser a estrela da banda. |                                           |                       |                    |                        |
| 27 | Todos surpreendidos                       | 3 de novembro de 2009 | 11 de maio de 2010 | 1 de fevereiro de 2011 |
| Cristina tenta convencer Alex a voltarem a namorar, mas ele não aceita. Entretanto, Linda vê os dois conversando e sai correndo. Rey procura Xavier para fazer as pazes. Catarina conversa com Cristina sobre o que aconteceu no estúdio. Isa pede a Sebastián para que finjam ser namorados. Tamarindo bota Ágata na parede e quer que sua assistente saia da banda, mas ela diz que prefere a música, o que deixa a diretora surpresa. |                                           |                       |                    |                        |
| 28 | A Armadilha da Cristrapaça                | 4 de novembro de 2009 | 12 de maio de 2010 | 2 de fevereiro de 2011 |
| Cristina faz Isa declarar no meio de uma entrevista coletiva que ela e Sebastián são namorados, enquanto Alex mais uma vez pede para Catarina dizer a verdade à Isa, mas não dá certo. Enquanto isso, Rey faz Linda e Xavier serem pegos colando na prova. Alex pega uma flor para Isa, mas acaba dando para Cristina. Linda e Xavier tentam fugir de Rey, que não dá sossego. Cristina pede à Tamarindo que a deixe ficar no Bravo até o fim do ano letivo. |                                           |                       |                    |                        |
| 29 | Enquanto Cristina ataca, Catarina planeja | 5 de novembro de 2009 | 13 de maio de 2010 | 3 de fevereiro de 2011 |
| Isa vê Cristina beijando Alex e fica com ciúmes. Para completar, Alex diz que Cristina e ele estão namorando. É anunciado um concurso de talentos no Bravo. Enquanto isso, Rey lida com seu novo contrato de publicidade, que não é exatamente o que eleesperava. Linda e Xavier se beijam e isso deixa ela confusa. Cristina consegue sua matrícula no Bravo para o azar de Catarina. No final, Alex descobre que o namoro de Isa e Sebastián é falso graças à Jéssica (Gabriela Cortés), a blogueira de fofocas do colégio. |                                           |                       |                    |                        |
| 30 | Ai, algo me picou!                        | 6 de novembro de 2009 | 14 de maio de 2010 | 4 de fevereiro de 2011 |
| Cristina diz à Isa que veio para o Colégio Bravo para desbancá-la e recuperar seu antigo namorado, mas Alex interrompe a discussão e pede para ficar sozinho com Isa. Ele conta que já descobriu a farsa do namoro com Sebastián e pede para ficarem juntos novamente. Enquanto isso, Rey continua a dar conselhos ruins para Xavier, tentando estragar o encontro do dançarino com Linda. Começa o “Prêmios Bravo”, o concurso de talentos do colégio. Cristina não pode participar como vocalista da banda de Alex, porque também é jurada do concurso, sendo substituída por Catarina. Nas apresentações, as duas aliadas colocam pó de mico nas roupas de Isa, que começa a ter um ataque de coceira em cima do palco. |                                           |                       |                    |                        |

### Semana 7
| # | Título                                     | Exibição original      | Exibição no Brasil | Exibição no Brasil      |
| # | Título                                     | Exibição original      | Nickelodeon        | Bandeirantes            |
| --- | ------------------------------------------ | ---------------------- | ------------------ | ----------------------- |
| 31 | Cristarântula é culpada! Ou não é a única? | 9 de novembro de 2009  | 17 de maio de 2010 | 7 de fevereiro de 2011  |
| Isa, ao sentir muita coceira, sai correndo para piscina e Alex a segue, mas alguns cinegrafistas também. Isa pula na água e quando passa um tempo, Alex vai ao resgate e tira suas botas. Quando sai da piscina, todos o aplaudem por ser um herói. Nesse momento, Alex e Isa se dão conta de que seus colares desapareceram e ambos voltam para buscá-los e quando encontram, suas mãos se entrelaçam e eles se beijam debaixo d'água. Isa sai rapidamente, mas Alex celebra o beijo antes de sair, enquanto Cristina e Catarina se enfurecem com a cena. Isa pede que Sebastián pergunte à Kike se eles têm outra chance no concurso de talentos. Catarina e Cristina discutem sobre o que aconteceu. |                                            |                        |                    |                         |
| 32 | Jogando no Estilo Tarântula                | 10 de novembro de 2009 | 18 de maio de 2010 | 8 de fevereiro de 2011  |
| Quando Isa está pronta para retornar ao Prêmios Bravo, se dá conta de que a porta do seu quarto está trancada. Mas Camila (Linda Carreño), mãe de Mateus e faxineira do colégio, está por perto e quando alguém batendo na porta, procura o quarto de onde está saindo o grito de socorro e encontra o quarto de Isa com a maçaneta da porta amarrada por uma corda. Camila abre e Isa sai correndo direto para o auditório. A ponto de serem desclassificados, Isa chega e todos tocam e cantam maravilhosamente bem. Enquanto isso, Catarina e Cristina ficam irritadas pelo fracasso do plano. |                                            |                        |                    |                         |
| 33 | Finalizando os Prêmios Bravo               | 11 de novembro de 2009 | 19 de maio de 2010 | 9 de fevereiro de 2011  |
| O Prêmios Bravo chega ao final e a banda de Isa vence o concurso. Quem fica em 2.º lugar é a banda de Alex, mas eles não concordam e justificam-se, dizendo que não merecem o prêmio. Em 3.º lugar, Rey faz um prolixo discurso de agradecimento que dá sono na plateia. O público pede que Isa e Alex cantem juntos novamente e eles cantam “Tengo tu Amor”. |                                            |                        |                    |                         |
| 34 | Incrível e Verdadeiro                      | 12 de novembro de 2009 | 20 de maio de 2010 | 10 de fevereiro de 2011 |
| Sebastián declara seu amor a Isa e tenta lhe dar um beijo no estúdio de gravação, mas Alex chega para interrompê-los. Kike se apaixona por Ágata graças à uma hipnose acidental feita por Isa. Depois disso, Ágata também começa a sentir algo por Kike. Rey quer dar seu Prêmio Bravo para Linda, mas ela não aceita. Para causar ciúmes nela, ele decide presentear Sandy. Nando e Mateus querem ajudar Kike e, para isso, precisam da ajuda de Isa. Alex consegue encontrá-la, mas chega bem na hora em que Sebastián tenta beijar Isa novamente. |                                            |                        |                    |                         |
| 35 | Um Fim de Semana recarregado!              | 13 de novembro de 2009 | 21 de maio de 2010 | 11 de fevereiro de 2011 |
| Kike continua hipnotizado até a chegada de Tamarindo, que o acorda. Como castigo, a diretora manda eles pintarem paredes e começa-se uma guerra de tinta. Ágata espera por Kike, porque ele havia dito que gostava dela e queria fugir. Muito decepcionada, vai embora chorando após Kike pedir para ela esquecer tudo o que ele havia dito. Tamarindo presenteia Cristina com um perfume da família e ela o coloca na mochila de Isa. Isa é acusada de roubar o perfume. |                                            |                        |                    |                         |

### Semana 8
| # | Título                                  | Exibição original      | Exibição no Brasil | Exibição no Brasil      |
| # | Título                                  | Exibição original      | Nickelodeon        | Bandeirantes            |
| --- | --------------------------------------- | ---------------------- | ------------------ | ----------------------- |
| 36 | Não quero ser "Expulsadisa"!            | 16 de novembro de 2009 | 24 de maio de 2010 | 14 de fevereiro de 2011 |
| A diretora Tamarindo chama Isa e Linda na diretoria e decreta a expulsão de Isa pelo roubo do perfume. Alex a consola, mas Sebastián presencia a cena e fala para Alex ficar longe de Isa, sua namorada. Isa pede que Alex a deixe a sós com Sebastián para que ela possa contar a ele sobre sua expulsão, enquanto Cristina comemora. |                                         |                        |                    |                         |
| 37 | Tempos de Suspensão                     | 17 de novembro de 2009 | 25 de maio de 2010 | 15 de fevereiro de 2011 |
| Alex decide que se for para Isa ser expulsa, terão de expulsá-lo também. Então, Cristina não tem outra opção a não ser evitar a expulsão da rival. Alex conta à Cristina que ele e Isa nunca namoraram. Isa pede para conversar a sós com Alex na cozinha. Eles conversam, reconciliam-se e quando vão se beijar, ocorre o terremoto. |                                         |                        |                    |                         |
| 38 | Tremendo de Medo                        | 18 de novembro de 2009 | 26 de maio de 2010 | 16 de fevereiro de 2011 |
| Por causa do terremoto, todo o Colégio Bravo é evacuado, mas Isa e Alex ficam presos na cozinha. Sem terem como sair, refugiam-se debaixo de uma mesa. Após o terremoto, há outra tentativa de beijo novamente interrompida, dessa vez por um grito do diretor Andy, que os procurava. Para arrecadar dinheiro para as vítimas do terremoto, o Colégio Bravo decide fazer um evento beneficente com um desfile e um show onde Isa cantará. Cristina se nega a participar caso Isa cante, enquanto Isa tenta provar que foi Cristina quem armou para ela, colocando um mini-gravador dentro de uma pizza. |                                         |                        |                    |                         |
| 39 | Uma Pizza traz muitos Problemas         | 19 de novembro de 2009 | 27 de maio de 2010 | 17 de fevereiro de 2011 |
| Cristina reclama com Catarina após encontrar o mini-gravador dentro da pizza, mas Catarina se irrita e diz que não aguenta mais ser tratada como sua escrava. Isa e Linda escutam a conversa e acham que elas podem ser aliadas. Depois, Catarina diz à Jéssica para divulgar o vídeo com a confissão de Cristina. Sebastián termina o namoro com Isa, alegando que ela já não consegue mais negar o fato de estar apaixonada por Alex. |                                         |                        |                    |                         |
| 40 | Catarina e sua Vingança contra Cristina | 20 de novembro de 2009 | 28 de maio de 2010 | 18 de fevereiro de 2011 |
| O evento beneficente começa e a 1.ª modelo no desfile é Isa, seguida por Alex e Rey. Depois, Linda e Xavier dançam e desfilam, seguidos por Ágata. A intenção de Catarina e Jéssica é transmitir o vídeo da confissão de Cristina no auditório lotado para todos verem, mas Cristina sabota o plano das duas. Cristina vai desfilar e é atacada por bolinhas de papel. A diretora Tamarindo se decepciona com a sobrinha e fica sem opção, a não ser expulsar Cristina do Bravo. |                                         |                        |                    |                         |

### Semana 9
| # | Título                                              | Exibição original      | Exibição no Brasil | Exibição no Brasil      |
| # | Título                                              | Exibição original      | Nickelodeon        | Bandeirantes            |
| --- | --------------------------------------------------- | ---------------------- | ------------------ | ----------------------- |
| 41 | Cristarântula se foi, mas os Problemas continuam... | 23 de novembro de 2009 | 31 de maio de 2010 | 21 de fevereiro de 2011 |
| Kike e Ágata são postos de castigo por Tamarindo e terão que limpar o ônibus do colégio. Isa e Alex se reconciliam e deixam Catarina com ciúmes. Alex presenteia Isa com um cachorro e a menina dá ao animal o nome Play. Mesmo sabendo que é proibido animais no colégio, Isa o mantém lá em segredo. |                                                     |                        |                    |                         |
| 42 | Linda vai sair do Bravo?                            | 24 de novembro de 2009 | 1 de junho de 2010 | 22 de fevereiro de 2011 |
| Mesmo com um problema no joelho, Linda aceita o desafio e vai dançar na televisão. No entanto, não consegue fazer um dos movimentos e acaba se machucando ainda mais. Na enfermaria, descobre que não poderá mais dançar, chora e percebe que terá que voltar à Venezuela para tratar-se. Nando tira uma foto de Kike e Ágata se beijando. |                                                     |                        |                    |                         |
| 43 | Adeus, Linda! Ou não?                               | 25 de novembro de 2009 | 2 de junho de 2010 | 23 de fevereiro de 2011 |
| Rey pede à Abelardo (Jean Carlos Posada), zelador do colégio, marido de Camila e pai de Mateus, que reviste o quarto atrás de uma ratazana, mas os dois descobrem que é apenas Play, o cachorrinho da Isa, brincando. Com medo que ele seja descoberto pela diretora, Isa pede que Catarina cuide de Play por uns dias. Catarina, então, o solta, para que não volte mais e diz à Isa que o cachorro fugiu. Linda tem mais uma oportunidade para ficar no Colégio Bravo com a permissão de seus pais e professores. |                                                     |                        |                    |                         |
| 44 | Aprenda a fingir com Catarina Bernabéu              | 26 de novembro de 2009 | 3 de junho de 2010 | 24 de fevereiro de 2011 |
| Catarina diz à Isa e Linda que Play fugiu e chamam Alex para ajudar a procurar o cachorro. Jéssica e Nando se beijam, mas ele só pensa em uma namorada do passado chamada Karina. |                                                     |                        |                    |                         |
| 45 | O Torneio de Paintball                              | 27 de novembro de 2009 | 4 de junho de 2010 | 25 de fevereiro de 2011 |
| Alex e seus amigos decidem participar do torneio de paintball, enquanto Isa, Linda e Catarina não podem participar. Isa tenta esconder Play, mas a diretora Tamarindo o descobre. Logo, ela manda chamar Isa e Linda para dizer que a Família Flores será a dona de Play, mas por ser proibido a presença de animas na escola, Abelardo e Camila terão que ser demitidos. |                                                     |                        |                    |                         |

### Semana 10
| # | Título                                   | Exibição original      | Exibição no Brasil  | Exibição no Brasil      |
| # | Título                                   | Exibição original      | Nickelodeon         | Bandeirantes            |
| --- | ---------------------------------------- | ---------------------- | ------------------- | ----------------------- |
| 46 | Um Adeus para os Flores?                 | 30 de novembro de 2009 | 7 de junho de 2010  | 28 de fevereiro de 2011 |
| Isa descobre que os Flores já partiram e decide ir junto com Sebastián até um restaurante cuja proprietária é a suposta mãe dele. O Bravo vence o torneio de paintball graças à Alex. |                                          |                        |                     |                         |
| 47 | www.LindaAzul.com                        | 1 de dezembro de 2009  | 8 de junho de 2010  | 1 de março de 2011      |
| Sebastián vai ao restaurante conhecer sua mãe biológica e descobre que ela é a mãe de Alex. Linda faz uma sessão de hidromassagem e Catarina coloca uma tinta azul na água. Linda fica toda manchada e todos começam a fugir dela. Linda acusa Catarina na frente de Isa, mas sua melhor amiga não acredita nela. Jéssica vai criar um novo webshow. |                                          |                        |                     |                         |
| 48 | Operação TFB (Trazer os Flores ao Bravo) | 2 de dezembro de 2009  | 9 de junho de 2010  | 2 de março de 2011      |
| Os alunos do Bravo fazem um protesto para que os Flores voltem e filmam a manifestação. Pressionada, Tamarindo decide recontratar os Flores. Linda não para de acusar Catarina de ter colocado a tinta azul nela. Nando vê Jéssica e Catarina conversando sobre as armações desta última. Rey e Xavier brigam e são castigados.                      |                                          |                        |                     |                         |
| 49 | Simplesmente de Boca Aberta              | 3 de dezembro de 2009  | 10 de junho de 2010 | 3 de março de 2011      |
| Sandy permanece nervosa com a suposta oportunidade de ser a nova protagonista dos Criminais Digitais. Nando se diz muito decepcionado com a atitude de Jéssica. |                                          |                        |                     |                         |
| 50 | Uma Festa do Pijama catastrófica         | 4 de dezembro de 2009  | 11 de junho de 2010 | 4 de março de 2011      |
| Rey revela para Sandy que foi ele quem fez a suposta ligação para os Criminais Digitais. Um papel voa e Alex o pega do chão. O papel é um “tesouro” do Bravo. Linda e Isa estão preparando uma Festa do Pijama, mas Catarina descobre e entra no quarto. O quarto pega fogo e todas ficam com medo.                                                  |                                          |                        |                     |                         |

### Semana 11
| # | Título                                  | Exibição original      | Exibição no Brasil  | Exibição no Brasil  |
| # | Título                                  | Exibição original      | Nickelodeon         | Bandeirantes        |
| --- | --------------------------------------- | ---------------------- | ------------------- | ------------------- |
| 51 | Com Fogo, não se brinca!                | 7 de dezembro de 2009  | 14 de junho de 2010 | 7 de março de 2011  |
| O colégio pega fogo e todos fogem, menos Isa e Linda. Isa esquece o colar que ganhou de Alex e volta para tentar recuperá-lo. Alex descobre e entra no Bravo para salvá-la, mas encontra Catarina. Quando Isa está prestes a desmaiar, Alex arromba a porta do quarto e consegue resgatá-la.                                              |                                         |                        |                     |                     |
| 52 | Uma Acusação cheia de Maldade           | 8 de dezembro de 2009  | 15 de junho de 2010 | 8 de março de 2011  |
| Tamarindo suspeita que Catarina tenha começado o incêndio, mas ela logo prova que não foi responsável, mas aponta Linda como a culpada. Linda admite sua parcela de culpa e a diretora promete não expulsá-la, mas terá que retirar sua bolsa de estudos.                                                                                 |                                         |                        |                     |                     |
| 53 | Não permitirei que desista!             | 9 de dezembro de 2009  | 16 de junho de 2010 | 9 de março de 2011  |
| Isa procura Safira (Kika Pérez), sua produtora musical, para tentar ajudar Linda a reaver sua bolsa de estudos, mas ela nada pode fazer. Naty e Faby beijam Sebastián. As duas contam uma para outra o que fizeram, mas dizem que foi ele quem as beijou. Linda não tem outra opção, a não ser ir embora do Bravo.                        |                                         |                        |                     |                     |
| 54 | Gravando um Videoclipe Cataclismático   | 10 de dezembro de 2009 | 17 de junho de 2010 | 10 de março de 2011 |
| Catarina começa a ensaiar para o videoclipe que vai gravar e postar na internet, no qual ela beijará Alex. Rey consegue obter figuração em um filme e promete utilizar o dinheiro que ganhar para bancar a bolsa de estudos de Linda. Álvaro diz à Isa que pode ajudar Linda, mas ela terá que deixar Alex e aceitar gravar seu filme.    |                                         |                        |                     |                     |
| 55 | As Mentiras são Propriedade de Catarina | 11 de dezembro de 2009 | 18 de junho de 2010 | 11 de março de 2011 |
| Ao gravar o videoclipe, Catarina e Alex se beijam. Isa fica chateada, mas acredita em Catarina quando ela lhe diz que foi tudo atuação. Linda tenta voltar a dançar, mas não suporta a dor e cai. Play está doente e precisa ser levado ao veterinário. Enquanto isso, Linda escreve uma carta de despedida e viaja de volta à Venezuela. |                                         |                        |                     |                     |

### Semana 12
| # | Título                                | Exibição original      | Exibição no Brasil  | Exibição no Brasil  |
| # | Título                                | Exibição original      | Nickelodeon         | Bandeirantes        |
| --- | ------------------------------------- | ---------------------- | ------------------- | ------------------- |
| 56 | Uma Despedida muito Dolorosa          | 14 de dezembro de 2009 | 21 de junho de 2010 | 14 de março de 2011 |
| Linda se despede do colégio Bravo e todos ficam arrasados. Catarina tem mais de 15 mil visualizações em seu videoclipe, mas Tamarindo pede para retirá-lo do ar, embora Andy não concorde. Linda sonha que o avião em que está voando cai. Mateus e Marisol levam Play ao veterinário. |                                       |                        |                     |                     |
| 57 | Tudo vai malíssimamente Mal           | 15 de dezembro de 2009 | 22 de junho de 2010 | 15 de março de 2011 |
| Isa assina com Álvaro e cai em sua armadilha. Ele diz à ela que Linda voltará ao colégio Bravo, mas é mentira. Rey desenterra o tesouro e quando está para abri-lo, Sandy pergunta do que se trata e ele não tem outra saída a não ser dizer a verdade. Quando abrem o tesouro, dão conta de que não era nada do que pensavam: era uma cápsula do tempo que Tamarindo enterrou quando era jovem, onde tinha uma carta de amor dela ao diretor Andy. Álvaro pede autorização à Tamarindo para poder gravar algumas cenas do filme de Isa no Bravo. |                                       |                        |                     |                     |
| 58 | Feliz Dia das Chantagens!             | 16 de dezembro de 2009 | 23 de junho de 2010 | 16 de março de 2011 |
| Alex termina com Isa porque acha que ela já não sente mais nada por ele. Isa grava uma cena de seu filme, mas acaba desmaiando. Sebastián e Catarina mandam Álvaro cancelar seu contrato com Isa. Alex e Catarina conversam com a antiga gravadora de Isa. |                                       |                        |                     |                     |
| 59 | Outra vez, Catarina segue seu Caminho | 17 de dezembro de 2009 | 24 de junho de 2010 | 17 de março de 2011 |
| Tamarindo diz à Isa que ela não vai mais estudar no Bravo, já que Álvaro e sua gravadora é que pagavam sua mensalidade no colégio. Catarina finalmente deixa sua "máscara" cair e diz à Isa que está contente que ela tenha perdido tudo: sua gravadora, sua fama, seus fãs e seu namorado, que logo será dela. |                                       |                        |                     |                     |
| 60 | Fugir é melhor ou não?                | 18 de dezembro de 2009 | 25 de junho de 2010 | 18 de março de 2011 |
| Isa sai correndo pela rua furiosa e sozinha ao se sentir traída por Catarina durante todo este tempo. Esta, por sua vez, se considera a garota perfeita para Alex, porém ele a corrige, dizendo que sua garota perfeita é Isa. Catarina tenta inventar mentiras sobre o que Isa sente por Sebastián, mas Alex a deixa falando sozinha. Ágata fica feliz com a notícia de que Linda voltará para o Bravo, mas não entende nada quando Tamarindo lhe mostra o cartaz que a ameaçava. Tamarindo encontra um fio de cabelo no cartaz e afirma já ter visto isso antes. Rey conversa com Linda, mas ela o deixa falando sozinho para atender Isa. Enquanto Isa fala com Linda, um estranho esbarra sem querer nela e derruba seu celular num bueiro. Isa tenta recuperar o celular, mas se depara com fãs e sai correndo. Alex tenta ligar para Isa, mas não consegue. |                                       |                        |                     |                     |

### Semana 13
| # | Título                                    | Exibição original    | Exibição no Brasil  | Exibição no Brasil  |
| # | Título                                    | Exibição original    | Nickelodeon         | Bandeirantes        |
| --- | ----------------------------------------- | -------------------- | ------------------- | ------------------- |
| 61 | Resgate Triplo                            | 4 de janeiro de 2010 | 28 de junho de 2010 | 21 de março de 2011 |
| Isa e Linda continuam perdidas e passam a noite sozinhas. Alex, Rey e Sebastián decidem sair para procurá-las de novo, mas acabam trancados num quarto, pois Tamarindo pediu para que Abelardo reforçasse todas as fechaduras do colégio. Catarina, Sandy e Jéssica se vestem como garotos e invadem o quarto de Kike para investigar o sumiço dos meninos. Por estarem muito longe, Isa e Linda acabam tendo que trabalhar numa fazenda para conseguirem dinheiro. Usando chaves que pegaram na diretoria, Ágata e Mateus conseguem libertar os meninos, que partem em busca de Isa e Linda. Tamarindo briga com Ágata por esta ter ajudado os alunos. |                                           |                      |                     |                     |
| 62 | De volta ao Bravo, de volta aos Problemas | 5 de janeiro de 2010 | 29 de junho de 2010 | 22 de março de 2011 |
| Depois que Alex, Rey e Sebastián finalmente encontram as meninas, é hora de todos voltarem ao colégio. Linda e Rey conseguem parar um ônibus na estrada e Isa decide ir embora a cavalo com Sebastián, deixando Alex enciumado. Tamarindo está brava com Ágata e diz que ela não é mais sua assistente. Catarina descobre o paradeiro de Play e chantageia Mateus para que ele acabe com o fã-clube ISA TK+. Alex, Rey e Linda chegam ao colégio e são recepcionados pelos outros colegas. Mais tarde chegam Sebastián e Isa, segurando flores. Alex e Sebastián começam a discutir, mas são interrompidos pelo autofalante de Tamarindo, que convoca todos para a diretoria. Aparece uma mulher misteriosa no colégio procurando por Sebastián.                                  |                                           |                      |                     |                     |
| 63 | Todos ao Trabalho!                        | 6 de janeiro de 2010 | 30 de junho de 2010 | 23 de março de 2011 |
| Agora que Isa, Linda, Rey, Sebastián e Alex estão de volta ao colégio, precisam cumprir uma série de castigos por terem fugido. Tamarindo e Andy separam uma tarefa a ser feita por cada um. Alex acaba como jardineiro e Isa como cozinheira do Bravo. Catarina aproveita para causar ciúmes em Isa, levando um lanche para Alex. Isa fica brava e começa uma guerra de comida. |                                           |                      |                     |                     |
| 64 | Problemas no Amor                         | 7 de janeiro de 2010 | 1 de julho de 2010  | 24 de março de 2011 |
| Chateada, Isa diz à sua melhor amiga que aceitará ser namorada de Sebastián, mas Linda acha que isso pode ser um erro. Catarina grava com Safira sua primeira música, mas como só tem essa, Alex precisa compor outras 10 no prazo de duas semanas. Xavier compete numa maratona de dança na internet, mas Rey desconecta o computador que ele usava. Então, Xavier é desclassificado. Na Toca Azul, Isa diz a Sebastián que quer ser sua namorada. Ele não acredita e pergunta se é brincadeira, mas Isa diz que, dessa vez, é para valer. |                                           |                      |                     |                     |
| 65 | O Catastrófico Passo Definitivo           | 8 de janeiro de 2010 | 2 de julho de 2010  | 25 de março de 2011 |
| Linda descobre que Xavier perdeu a maratona de dança por culpa de Rey e tira satisfações com ele, que contra-ataca e termina com ela após ser pressionado por Sandy. Na aula de teatro, Isa terá uma parceira para ajudar na produção do espetáculo “Rock & Circus” e o professor escolhe Catarina. Um grupo de rock será o protagonista do show, o que faz a banda de Alex competir contra a banda de Sebastián para saber qual delas protagonizará o espetáculo. Enquanto Sebastián ensaia na Toca Azul, surge uma mulher que diz ser sua verdadeira mãe. Ele não sabe no que acreditar e pede provas para essa misteriosa mulher. No estúdio de gravação, Alex aceita o pedido de Catarina para ser seu namorado, achando que essa é a melhor decisão para que Isa seja feliz. |                                           |                      |                     |                     |

### Semana 14
| # | Título                                | Exibição original     | Exibição no Brasil | Exibição no Brasil  |
| # | Título                                | Exibição original     | Nickelodeon        | Bandeirantes        |
| --- | ------------------------------------- | --------------------- | ------------------ | ------------------- |
| 66 | O que houve com minha Voz?            | 11 de janeiro de 2010 | 5 de julho de 2010 | 28 de março de 2011 |
| Catarina consegue fazer com que Alex peça-a em namoro, enquanto Isa os escuta, e sai correndo pelo pátio. Isa tira sua correntinha e a joga fora, mas ela se engancha em uma árvore. Alex conta à Kike que agora está com Catarina para ver se é ela que provoca os problemas à Isa. Quando chega o “Rock & Circus”, Catarina tem um plano e conta à Jéssica. No camarim de Isa, ela recebe um ursinho de Sebastián por sua primeira audição como namorados. Jéssica abre um balão de hélio no camarim, Isa tosse e quando chamam ela para cantar, sua voz está fininha e aguda, o que faz todos caçoarem dela. |                                       |                       |                    |                     |
| 67 | Organizando o Rock & Circus           | 12 de janeiro de 2010 | 6 de julho de 2010 | 29 de março de 2011 |
| A voz de Isa some e a apresentação é uma catástrofe. Linda leva Isa para a enfermaria. Alex tenta ir ver como Isa está, mas o professor não deixa, pois os Alienígenas do Rock serão os próximos a tocar. Isa imagina como seria sua vida dali por diante se sua voz não voltar mais. Sebastián vai ver Isa. Os Alienígenas do Rock começam a tocar e todos aplaudem de pé, contentíssimos com a apresentação e o professor de drama anuncia que eles serão a banda oficial do Rock & Circus. Mateus diz à Alex que sabe a razão pela qual Isa estava cantando com aquela voz. |                                       |                       |                    |                     |
| 68 | Um Beijo?                             | 13 de janeiro de 2010 | 7 de julho de 2010 | 30 de março de 2011 |
| Quando o professor de drama espera a opinião de Isa sobre sua decisão. Isa concorda e Alex a elogia. Rey e Linda ficam de castigo por se beijarem. Kike e Ágata se beijam durante o ensaio. Nando e Faby ensaiam seu quadro de mimica. Jéssica entra e diz para que ele não se junte mais com Faby. Quando Alex, Catarina e Isa estão ensaiando, Catarina começa a chorar. Sebastián canta para Isa a música que ele compôs em sua homenagem e Alex espiona tudo. |                                       |                       |                    |                     |
| 69 | Para beijar, Você tem que me olhar    | 14 de janeiro de 2010 | 8 de julho de 2010 | 31 de março de 2011 |
| Isa, Alex e Catarina vão fazer parte da equipe de patinação mais estranha do mundo, porque nem Isa, nem Alex sabem patinar. Rey se mete em um grande problema quando convida Linda e Sandy para a gravação de seu comercial. |                                       |                       |                    |                     |
| 70 | Patins descontrolados ou manipulados? | 15 de janeiro de 2010 | 9 de julho de 2010 | 1 de abril de 2011  |
| Quando se confundem no cinema, Isa pensa que Sebastián beija como Alex. Quando Catarina se dá conta, grita. Isa questiona Alex como ele se atreveu a beijá-la. Na diretoria, Tamarindo se dá conta da ausência de Rey e decide ligar para Linda. Quando ela atende, a diretora pergunta o porquê dela não ter voltado ao colégio. Linda finge que não escuta, diz que o sinal não está bom e desliga. Kike e Naty se beijam. No cinema, Catarina grita com Sebastián e pergunta porque a beijou se ela tem namorado. Ele se desculpa e diz que pensou que fosse Isa. Sebastián tira satisfações com Alex por ele ter beijado sua namorada e começa um guerra de pipoca dentro do cinema. Sebastián recebe uma ligação de sua mãe. Kike diz a Naty que está com Ágata. Catarina sabota os patins de Isa. |                                       |                       |                    |                     |

### Semana 15
| # | Título                     | Exibição original     | Exibição no Brasil  | Exibição no Brasil |
| # | Título                     | Exibição original     | Nickelodeon         | Bandeirantes       |
| --- | -------------------------- | --------------------- | ------------------- | ------------------ |
| 71 | Mentiras sobre Rodas       | 18 de janeiro de 2010 | 12 de julho de 2010 | 4 de abril de 2011 |
| Isa e Catarina caem na grama, mas Catarina finge que está desmaiada e levam-na para a enfermaria. Isa sai para procurar a enfermeira, enquanto Jéssica vai procurar Alex. No estúdio de gravação, Alex e Sebastián discutem. Kike e Naty começam a namorar, assim como Nando e Faby. Catarina acusa Isa por ter ido para a enfermaria. |                            |                       |                     |                    |
| 72 | Suspensa do Rock & Circus? | 19 de janeiro de 2010 | 13 de julho de 2010 | 5 de abril de 2011 |
| Catarina segue com sua mentira, Isa nega e Alex a defende. Alex diz à Tamarindo que tem certeza de que Catarina está acusando Isa injustamente. Catarina grava um vídeo onde acusa Isa de empurrá-la. A diretora suspende Isa do Rock & Circus. |                            |                       |                     |                    |
| 73 | Rock & Circus... Com Isa!  | 20 de janeiro de 2010 | 14 de julho de 2010 | 6 de abril de 2011 |
| Na diretoria, Isa tenta explicar tudo à Tamarindo, mas ela a ignora. Kike promete um show com Naty e Ágata. Catarina e Alex discutem e Alex pergunta se foi ela quem postou o vídeo na internet, dizendo que Isa a empurrou de patins. No dia seguinte, Catarina entrega um violão de presente à Alex e quer que ele a beije. Sebastián faz seu show com Mateus. Naty e Ágata dizem à Kike que é preciso escolher apenas uma para o Rock & Circus. É chegada a hora dos Alienígenas do Rock tocarem, mas antes de começar, Alex vai até o público e pede para que Isa cante junto com ele. |                            |                       |                     |                    |
| 74 | A Pergunta Decisiva        | 21 de janeiro de 2010 | 15 de julho de 2010 | 7 de abril de 2011 |
| Isa canta no Rock & Circus a música “Tengo Tu Amor”. Sebastián pergunta à Rey quem ele acha que poderia ter quebrado seu boneco e ele desconfia que tenha sido Alex. Isa e Alex estão prestes a se beijar, mas eles pensam que se Tamarindo os flagrasse, expulsaria os dois do Bravo. Jéssica faz seu ato, Linda e Xavier dançam e Sandy e Rey fazem piadas vestidos como palhaços. Isa confronta Catarina e diz que Alex não a quer, mas quando ele chega, não sabe mais o que dizer. |                            |                       |                     |                    |
| 75 | Amigos?                    | 22 de janeiro de 2010 | 16 de julho de 2010 | 8 de abril de 2011 |
| Isa diz à Alex que quer ser apenas amiga dele e ele, mesmo não querendo, aceita. Alex confirma que é namorado de Catarina e ela pergunta se Isa não ouviu. Catarina, então, pede que Isa entenda e os deixe em paz. Mateus, Kike e Nando assustam Sandy e Linda. Rey se diverte vendo Xavier dançar, já que Xavier mal fica em pé. Isa e Ágata choram no estúdio de gravação pela traição de seus namorados. Alex tenta devolver a guitarra à Catarina, mas ela lembra que ele precisará do instrumento para compor as 10 canções que prometeu à Safira.                                   |                            |                       |                     |                    |

### Semana 16
| # | Título                                             | Exibição original     | Exibição no Brasil  | Exibição no Brasil  |
| # | Título                                             | Exibição original     | Nickelodeon         | Bandeirantes        |
| --- | -------------------------------------------------- | --------------------- | ------------------- | ------------------- |
| 76 | Sebastián fora do Bravo?                           | 25 de janeiro de 2010 | 19 de julho de 2010 | 11 de abril de 2011 |
| Álvaro suspeita que Sebastián já saiba quem é sua mãe biológica e, em razão disso, pretende tirá-lo do Colégio Bravo e até mesmo da cidade. Isa fica muito preocupada com a situação. |                                                    |                       |                     |                     |
| 77 | Feliz Aniversário... Ou melhor: Feliz Aniversário! | 26 de janeiro de 2010 | 20 de julho de 2010 | 12 de abril de 2011 |
| Alex pergunta à Catarina se ela não acha estranho que, de uma hora para outra, Álvaro rompe com Isa, deixando-a sem contrato. Catarina, muito falsa, diz que foi pura má sorte, porém Alex insiste no assunto e diz que isso não cheira bem e que alguém deve estar chantageando Álvaro. Fernando e Faby recuperam as roupas e as fotos dos dois que Jéssica tinha espalhado. Sebastián abraça Isa e diz que não quer deixá-la. Rey vai com Sandy à editora do pai dela, rompendo o pacto que fez com Linda. Naty e Jéssica desabafam sobre tudo de ruim que anda acontecendo com elas. |                                                    |                       |                     |                     |
| 78 | Prova!                                             | 27 de janeiro de 2010 | 21 de julho de 2010 | 13 de abril de 2011 |
| Catarina pergunta à Alex se ele não fará nada de especial no aniversário dela. Alex diz que precisa estudar e não planeja nada de especial. Quando Catarina está prestes a ir embora, Isa fala com Alex e ele acaba se comprometendo. Linda convida novamente Rey para sair e ele aceita. Jéssica, Alex, Catarina e Isa decidem como vai ser a festa de Catarina. Linda questiona Isa sobre o porquê dela ir ao aniversário de Catarina e ela responde que se Alex fizer uma festa, ela tem que ir. Jéssica diz à Alex que Catarina tem uma lista de não-convidados, mas ele a destrata, afirmando ser o organizador da festa e determina que tais listas não devem existir, rasgando-as. Catarina faz outro plano para tentar comprometer Isa nas provas, que se aproximam. |                                                    |                       |                     |                     |
| 79 | "Reprovadisa"?                                     | 28 de janeiro de 2010 | 22 de julho de 2010 | 14 de abril de 2011 |
| Sebastián diz à Álvaro que não vai embora sem uma explicação dele. Catarina manda uma mensagem para Jéssica durante a prova. Rey chega e vê que Linda e Xavier já comeram o bolo. Ele questiona Linda sobre o pacto dele e ela prontamente questiona Rey sobre a visita à editora do pai de Sandy, o que faz ele inventar a desculpa de que foi convidado antes de firmar o pacto com ela. Sebastián implora ao pai para que seja honesto com ele pelo menos uma vez na vida e explique a razão pela qual ele está agindo assim com ele, mas Álvaro tenta adiar o assunto para outro dia. Xavier pede para que Linda não acredite no que Rey esta dizendo. Isa e Alex terminam a prova. Jéssica os distrai e Catarina sabota o exame de Isa.                                 |                                                    |                       |                     |                     |
| 80 | Tudo uma "Catarruína"!                             | 29 de janeiro de 2010 | 23 de julho de 2010 | 15 de abril de 2011 |
| Isa não acredita que foi reprovada na prova e Alex a apoia. Tamarindo diz que não há nenhum erro, Isa sai da sala com Linda e Sebastián vem correndo ao seu encontro. Ele diz que vai falar com a Tamarindo e Alex o interrompe, dizendo que ele é a testemunha ocular, pois estudou com Isa. Alex começa a desconfiar de Catarina, pois sabe que ela não estudou nada, mas foi muito bem na prova. O professor Francisco (Julio Sánchez) e a professora Cecilia anunciam que a primeira atividade da aula do dia é construir instrumentos. Quando eles terminam de falar, Isa se levanta e vai confrontar Catarina, pois já sabe que foi ela quem sabotou sua prova. |                                                    |                       |                     |                     |

### Semana 17
| # | Título                                                 | Exibição original      | Exibição no Brasil  | Exibição no Brasil  |
| # | Título                                                 | Exibição original      | Nickelodeon         | Bandeirantes        |
| --- | ------------------------------------------------------ | ---------------------- | ------------------- | ------------------- |
| 81 | O Aniversário de Catarina... Com um Presente surpresa! | 1 de fevereiro de 2010 | 26 de julho de 2010 | 18 de abril de 2011 |
| Kike explica que o problema era nos cabos, sendo esta a razão do incidente. Professor Francisco diz à Isa e Sebastián que eles não terão outra chance. Catarina diz à Jéssica que só ficou chateada por Sebastián ter se ferrado junto com Isa e lamenta dele estar sempre junto dela. Catarina pergunta como andam os preparativos para sua festa e Jéssica diz que Alex não fez nada ainda. Catarina manda Jéssica dizer à Mateus o que será preciso para organizar sua festa. |                                                        |                        |                     |                     |
| 82 | Concerto online!                                       | 2 de fevereiro de 2010 | 27 de julho de 2010 | 19 de abril de 2011 |
| Isa e Catarina começam uma guerra e Alex tenta impedir as duas. Catarina tanta convencer Alex de que Isa começou tudo de propósito. Tamarindo chama Sebastián pelo alto-falante. Linda e Isa entram na sala, comemorando o que aconteceu com Catarina. Xavier pega um folheto que Rey jogou no lixo para que ninguém visse. Sebastián encontra Álvaro com Tamarindo na diretoria. Isa diz à Alex que Catarina confessou que trocou as provas, mas Catarina chega e diz que ela esta mentindo e começa a acusá-la de várias coisas. Alex questiona o porquê de Isa não ter falado com Tamarindo sobre isso, mas ela responde que chegou a acusar Catarina, porém a diretora não acreditou em sua versão pelo fato dela não ter apresentado provas concretas de sua acusação. |                                                        |                        |                     |                     |
| 83 | Cartaz Cataclísmico!                                   | 3 de fevereiro de 2010 | 28 de julho de 2010 | 20 de abril de 2011 |
| Catarina flagra Jéssica assistindo o concerto de Isa pela internet. Kike vê que o concerto está correspindeno às expectativas, obtendo muitas visualizações. Rey e Xavier gravam golpes de luta livre para o filme de Álvaro. Sandy pergunta se irá aparecer o rosto de Rey em alguma cena do filme e os diretores respondem que não. Rey não consegue tirar a máscara e Sandy tenta ajudá-lo. Catarina faz Tamarindo derrubar sua nova fragância, mas contorna a situação, acusando Isa de estar fazendo um concerto online sem permissão, pedindo à diretora que não diga a ninguém que foi ela quem contou. Tamarindo manda a banda de Isa parar de tocar e encerrar a transmissão online do concerto.                                                                   |                                                        |                        |                     |                     |
| 84 | Uma Oportunidade para Alex... Ou não?                  | 4 de fevereiro de 2010 | 29 de julho de 2010 | 21 de abril de 2011 |
| Alex diz à Catarina que viu o video em que ela aparece no show de Isa e assim que ela sai, logo chega Tamarindo. Rey manda Xavier se afastar de Linda e os dois começam a brigar, fazendo com que Linda mande os dois pararem quando Tamarindo chega. Isa mostra o vídeo para Sebastián. Catarina tenta convencer Alex de que não contou nada para Tamarindo sobre o concerto online. Alex defende Isa, afirmando que se realmente Isa jogou Catarina na piscina, foi porque esta fez por merecer. Rey justifica-se com a diretora, alegando que Xavier e ele estavam apenas ensaiando as cenas de luta livre para o filme de Álvaro. |                                                        |                        |                     |                     |
| 85 | O Oito Escorregadio                                    | 5 de fevereiro de 2010 | 30 de julho de 2010 | 22 de abril de 2011 |
| Isa diz que não pode aceitar reatar com Alex, apresentando entre seus motivos o fato dela estar namorado Sebastián. Sandy ajuda Rey e Xavier a treinarem para o filme, já com o roteiro em mãos. Sebastián e Nando conversam sobre o Oito Escorregadio. Jéssica explica à Catarina o que Alex irá fazer para ir ao show com Isa. Alex pergunta à Isa se ela já não se importa mais com ele. Isa responde que eles já tinham combinado de serem apenas amigos. |                                                        |                        |                     |                     |

### Semana 18
| # | Título                 | Exibição original       | Exibição no Brasil  | Exibição no Brasil  |
| # | Título                 | Exibição original       | Nickelodeon         | Bandeirantes        |
| --- | ---------------------- | ----------------------- | ------------------- | ------------------- |
| 86 | O Concerto sem Alex    | 8 de fevereiro de 2010  | 2 de agosto de 2010 | 25 de abril de 2011 |
| Kike dá a largada na corrida do Oito Escorregadio. Rey diz à Linda o que vai fazer quando começar a ser perseguido pelos paparazzi. Ágata conversa com Naty em seu quarto. Nando anuncia para a torcida os competidores do Oito Escorregadio. Depois, começa a beijar Faby até Kike os interromper para avisar que todos os estão escutando a pegação deles pelo microfone. Linda diz à Xavier que esta muito ocupada com o trabalho pop. Isa lidera a 4.ª volta até Catarina empurrá-la, roubando dela a liderança da corrida. |                        |                         |                     |                     |
| 87 | Mental Trek            | 9 de fevereiro de 2010  | 3 de agosto de 2010 | 26 de abril de 2011 |
| Alex não se conforma de Isa ir ao show com com Sebastián ao invés de ir com ele. Álvaro diz à Catarina que prentende recomeçar os projetos com Isa e Sebastián, quando Tamarindo o chama. Rey fica escutando a conversa entre Kike e Linda. Linda explica à Kike que quem escreve as cartas anônimas é Ágata. Sebastián diz que não pode aceitar o ingresso para o show, mas Isa insiste até ele aceitar. Tamadindo chama Isa pelo alto-falante. |                        |                         |                     |                     |
| 88 | Uma Surpesa Inesperada | 10 de fevereiro de 2010 | 4 de agosto de 2010 | 27 de abril de 2011 |
| Alex trata de entrar no show do Metal Trek. Javier e Rey estão prontos para a luta de boxe, mas Linda não suporta vê-los brigando, o que irrita Sandy, que pede para baterem nela. Alex encontra a sala de instrumentos da banda, se veste com o figurino deles e entra no show, chegando a tempo de impedir um beijo de Isa e Sebastián, dando à ela uma peruca como disfarce para que não seja reconhecida. Alex entra no palco e dedica uma canção à Isa. Enquanto isso, Catarina está pondo seu novo plano em prática: adulterar o boletim de Isa no sistema do colégio. |                        |                         |                     |                     |
| 89 | Beijo com Sebastián?   | 11 de fevereiro de 2010 | 5 de agosto de 2010 | 28 de abril de 2011 |
| Sebastián dá à Isa uma última oportunidade para manterem o namoro: ele determina que os dois precisam dar seu 1.º beijo em até 24 horas. Caso contrário, romperão o relacionamento para sempre. Isa não sabe o que fazer e fica muito preocupada. Ao passar as 24 horas do ultimato, Sebastián pergunta se ela vai beijá-lo e ela, sorrindo, diz que sim. |                        |                         |                     |                     |
| 90 | Pergunta do Beijo      | 12 de fevereiro de 2010 | 6 de agosto de 2010 | 29 de abril de 2011 |
| Isa decide beijar Sebastián, mas cada vez que ele tenta beijá-la, ela move a cabeça e, no final, diz que seria melhor se fossem só amigos. Tamarindo encontra o cachorro Play no seu quarto e o leva até Isa. Alex pergunta para Sebastián porque Isa está na diretoria e ele alega que Tamarindo flagrou eles se beijando. Catarina está armando um plano para que expulsem Isa do Bravo, porque soube que Alex dedidcou uma canção à ela em pleno show do Mental Trek. Tamarindo ordena um novo castigo para Isa, mas Mateus confessa que foi ele quem pôs o animal ali. Para despistá-los, Tamarindo insinua que vai transformar Play em mascote oficial do colégio quando, na realidade, pretende mandá-lo para um canil. Linda decide dar uma oportunidade à Xavier como namorado. Alex leva Isa para o a cobertura do colégio e pergunta se ela beijou Sebastián. Para deixar Alex com ciúmes, ela responde afirmativamente. |                        |                         |                     |                     |

### Semana 19
| # | Título                       | Exibição original       | Exibição no Brasil   | Exibição no Brasil |
| # | Título                       | Exibição original       | Nickelodeon          | Bandeirantes       |
| --- | ---------------------------- | ----------------------- | -------------------- | ------------------ |
| 91 | Beijos, Beijos e mais Beijos | 15 de fevereiro de 2010 | 9 de agosto de 2010  | 2 de maio de 2011  |
| Isa diz à Alex que logicamente ela e Sebastián já se beijaram. Rey pergunta o que Xavier está fazendo abraçado em Linda. Professora Cecilia chama Linda para apresentar o trabalho sobre o pop. Alex duvida que Isa tenha dado um beijo apaixonado em Sebastián, porém vai embora triste. Catarina avisa à Isa que estão esperando por ela, enquanto Linda apresenta seu trabalho para a classe. A Gordinha diz à Rey que ela e Xavier estão namorando. |                              |                         |                      |                    |
| 92 | A Epidemia de Beijos         | 16 de fevereiro de 2010 | 10 de agosto de 2010 | 3 de maio de 2011  |
| Alex tenta pedir à Tamarindo que não castigue Isa, tentando assumir a culpa, mas a diretora o interrompe, mostrando a foto do suposto beijo de Isa e Sebastián. Todos ficam chocados já que o beijo nunca conteceu, enquanto Alex fica decepcionado. Tamarindo pega Ágata e Kike aos beijos, a assistente pede desculpas de joelhos, mas a diretora finge que não viu nada. Isa repreende Sebastián por ter dito à Alex que eles já tinham dado muitos beijinhos. |                              |                         |                      |                    |
| 93 | O Bravo partido em Dois      | 17 de fevereiro de 2010 | 11 de agosto de 2010 | 4 de maio de 2011  |
| Tamarindo manda colocar uma cerca para separar os garotos das garotas e determina que a cada beijo dado, serão 3 pontos a menos por aluno no boletim escolar. Todos ficam muito tristes. Sebastián confessa à Naty que nunca havia beijado Isa. Ela fofoca o que ouviu para Faby, que acaba espalhando a história até todo o colégio saber e começar a zoá-lo por conta disso. Mas Alex, comovido com o constrangimento vivido pelo rapaz, junta Kike, Isa, Ágata, Linda e o próprio Sebastián na Toca Azul para planejarem algo que vai fazer tudo voltar à normalidade.                                      |                              |                         |                      |                    |
| 94 | Ataque à Resistência         | 18 de fevereiro de 2010 | 12 de agosto de 2010 | 5 de maio de 2011  |
| Quando todos saem da Toca Azul para pôr o plano em ação, Alex pede que Isa e Sebastián se beijem na frente dele para que ele finja acreditar que estão namorando, mas eles se negam. Todos começam a rasgar os plásticos e derrubar a cerca que Tamarindo botou. Tamarindo aparece furiosa, buscando saber quem são os culpados pela destruição de sua cerca. |                              |                         |                      |                    |
| 95 | Vingança Pegajosa            | 19 de fevereiro de 2010 | 13 de agosto de 2010 | 6 de maio de 2011  |
| Depois que Catarina e Jéssica pintaram todas as paredes do Bravo, a dupla se grava sem mostrar os rostos, porém Jéssica edita a gravação para aparentar que ela é Linda, enquanto Catarina é Isa. Quando todos se dão conta de que todas as paredes do colégio traziam mensagens sobre a Resistência, Tamarindo manda chamar Isa e Linda na diretoria, mostra a elas o vídeo editado e mesmo negando a autoria das pichações, a diretora não acredita nelas, porém diz que não irá expulsá-las do colégio. Isa e Linda escutam Catarina e Jéssica conversarem a respeito do sucesso do plano e juram vingança. |                              |                         |                      |                    |

### Semana 20
| # | Título                           | Exibição original       | Exibição no Brasil   | Exibição no Brasil |
| # | Título                           | Exibição original       | Nickelodeon          | Bandeirantes       |
| --- | -------------------------------- | ----------------------- | -------------------- | ------------------ |
| 96 | Um Beijo que não foi um Acidente | 22 de fevereiro de 2010 | 16 de agosto de 2010 | 9 de maio de 2011  |
| Sebastián diz à Isa que não quer mais saber dela e a acusa de tê-lo usado durante todo esse tempo somente para fazer ciúmes em Alex. Abalada, Isa sai chorando da Toca Azul. Alex a vê às lágrimas, questiona Sebastián a respeito, que responde rispidamente, mandando ele não se meter. Rey é sacado das gravações do filme e Sandy tenta consolá-lo, mas o rapaz pede que ela saiba separar o pessoal do profissional. Sebastián começa a andar de skate, Isa o procura para pedir perdão, mas ele não dá atenção. Prosseguindo em seu caminho, ele cai e é amparado por Naty, que recorda o tropeço dele no começo da trama e, em resposta, o rapaz diz que agora tudo é diferente e acabam aos beijos. Isa entra chorando na sala de aula e vê Alex, que pergunta o que aconteceu e se o choro é por causa de Sebastián. |                                  |                         |                      |                    |
| 97 | Sim, dei-lhe esperanças...       | 23 de fevereiro de 2010 | 17 de agosto de 2010 | 10 de maio de 2011 |
| Alex pergunta à Isa se ela deu esperanças à Sebastián de que teriam um relacionamento sério. Ela tristemente responde de forma afirmativa. Alex diz que ela nunca poderia apaixonar-se por Sebastián e pergunta se ela se esqueceu da história que tiveram juntos. Diante da negativa de Isa, o rapaz explode de alegria. Ágata diz à Isa que tem dois namorados e a leva até seu quarto, onde apresenta seu namorado virtual. Isa responde à voz do computador que está ao lado de Ágata, mas depois de entender o que estava acontecendo, Ágata diz que é tudo mentira e que se trata de uma tradição do Bravo. |                                  |                         |                      |                    |
| 98 | A Chegada do Misterioso Vladimir | 24 de fevereiro de 2010 | 18 de agosto de 2010 | 11 de maio de 2011 |
| Isa e Ágata ficam surpresas ao se deparar com Vladimir por ele estar vestido com uma jaqueta roxa por cima de uma camisa preta. Os garotos imitam o prato de Vladimir no almoço, mas ele acaba não comendo nada, alegando ser rico demais para comer aquela comida. Linda diz que seria bom eles comerem no jardim, pois o dia está ensolarado, mas o novato diz que não gosta de ficar exposto ao sol e dá à Linda uma flor negra para colocar no cabelo. Todos ficam intrigados com ele, pois aparenta ser bastante misterioso. Vladimir gosta da ideia do baile e quer ir acompanhado de Ágata. Kike e Ágata estavam a sós, mas o novo aluno aparece e interrompe a conversa dos dois. |                                  |                         |                      |                    |
| 99 | Sem Graduação?                   | 25 de fevereiro de 2010 | 19 de agosto de 2010 | 12 de maio de 2011 |
| Tamarindo diz à Isa que suas notas não estão suficientemente altas para ser aprovada no Bravo e que ela não irá se formar. Vladimir hipnotiza Ágata e faz com que ela lhe beije. Isa e Alex revisam todos as provas que fizeram ao longo do ano e veem que as de Isa estão perfeitas. Isa leva todas as provas à diretoria para Tamarindo analisar, mas a diretora diz que já fez todos os cálculos de suas notas. |                                  |                         |                      |                    |
| 100 | O Baile de Encerramento          | 26 de fevereiro de 2010 | 20 de agosto de 2010 | 13 de maio de 2011 |
| Todo o Bravo está se arrumando para o baile de encerramento do ano letivo, enquanto Catarina ensaia para o seu concerto. Jéssica planeja estragar o vestido de Faby por ciúmes de Nando. Isa e Alex recorrem ao diretor Andy para que os ajude a revisar as notas dela, mas ele diz que nada pode fazer por se tratar de uma responsabilidade de Tamarindo. Kike lê varios livros de caça à vampiros e tem um plano para que Ágata fique imune à hipnose de Vladimir. Quando estão todos no baile, Kike coloca seu plano em ação. Catarina se apresenta e Safira fala algo sobre Isa. Todos reclamam do fedor dos alhos e cebolas que Kike carrega nos bolsos, mas Vladimir não consegue suportar o mau cheiro. Isa e Alex se beijam e ensaiam uma reconciliação definitiva.                                                  |                                  |                         |                      |                    |

### Semana 21
| # | Título                            | Exibição original  | Exibição no Brasil   | Exibição no Brasil |
| # | Título                            | Exibição original  | Nickelodeon          | Bandeirantes       |
| --- | --------------------------------- | ------------------ | -------------------- | ------------------ |
| 101 | Vampiros no Bravo                 | 1 de março de 2010 | 23 de agosto de 2010 | 16 de maio de 2011 |
| Isa e Alex continuam se beijando e quando Catarina chega e os vê juntos, foge com raiva. O baile acaba em razão da perseguição de Kike para deter Vladimir. Vladmir, Kike e Ágata são mandados para a diretoria por Tamarindo para esclarecer a situação. No meio do interrogatório da diretora, Isa entra de surpresa e declara que acabou causando toda a situação por ter dito à Kike que Vladimir er um vampiro, mas o rapaz a defende, dizendo que ela não tem nada a ver com isso, o que faz com que Tamarindo castigue somente ele. Em seguida, Vladimir diz à diretora que vai embora do colégio em 3 dias, mas pretende levar Ágata com ele. Tamarindo aceita que ela vá, mas Ágata está receosa em partir. Sebastián e Naty se beijam, mas o clima de romance acaba quando ele acidentalmente chama ela de Isa, deixando-a triste. Rey pede à Sandy para ver seu cabelo natural, mas ela se recusa a mostrar e pede que ele a deixe em paz. Alex e Isa vão ao estúdio de gravação para gravar músicas do jeito que faziam quando namoravam. Catarina aproveita a situação para roubar a pasta de Isa com todas as suas provas. Sandy chama Rey na Toca Azul e decide mostrar à ele seu verdadeiro cabelo. Sebastián decide compor músicas para Naty como forma de se desculpar, mas quando chga ao estúdio de gravação, vê Isa e Alex aos beijos e sai de lá abalado.           |                                   |                    |                      |                    |
| 102 | A Grande Guitarra Acústica        | 2 de março de 2010 | 24 de agosto de 2010 | 17 de maio de 2011 |
| Sandy pergunta à Rey o que ele achou do cabelo dela e ele responde que achou diferente, mas linda. Catarina chega em seu quarto, falando que encontrou a pasta com todos as provas de Isa e que, dessa forma, ela nuca vai se formar no Bravo. Linda chega, vê Rey, pergunta quem é a menina que está com ele e leva um susto ao perceber que é Sandy. Isa se encontra com Naty, que declara não ser mais amiga dela, deixando-a triste. Mas tarde, Linda conta à Isa sobre Sandy, enquanto Isa desabafa sobre Naty. Depois da conversa, quando Isa procura a pasta com suas provas, não encontra no lugar em que deixou e suspeita que Naty pegou. Tamarindo anuncia que vai retirar a cerca que separa os garotos das garotas após Álvaro ameaçar não conceder uma verba a mais para o colégio. A diretora também afirma que Álvaro irá trazer um exemplar da guitarra acústica TK400 e determina que os alunos deverão cuidar da guitarra. Quando chega a vez de Linda e Isa cuidarem do instrumento, Catarina e Jéssica planejam roubar a guitarra como forma de prejudicá-las. |                                   |                    |                      |                    |
| 103 | O Roubo da TK400                  | 3 de março de 2010 | 25 de agosto de 2010 | 18 de maio de 2011 |
| Quando Isa e Linda chegam para cuidar da guitarra acústica, a TK400 não está mais em seu lugar. Tempo depois, chega a vez de Rey e Nando, que também percebem que a guitarra não está mais lá. Abelardo e Camila afirmam não ter outro jeito a não ser informar à Tamarindo sobre o sumiço do instrumento, porém acabam flagrando Catarina e a Jéssica guardando a guitarra no mesmo lugar onde esconderam Play antes. Fernando diz à Alex e Sebastián que a guitarra foi roubada e todos vão ver o que aconteceu. Álvaro vai até o colégio e pergunta sobre a TK400 para Tamarindo que, de começo, tenta cobrir o local onde a guitarra estava exposta com um pano, mas depois admite que a perdeu. Ele reage mal à notícia e diz que chamará a polícia. Isa pede à Álvaro uma oportunidade para procurar a guitarra e ele lhe concede 4 horas de prazo para encontrá-la. Catarina tem uma ideia para prejuciar Isa: ela envia um torpedo anônimo para Alex, dizendo saber onde está a guitarra e manda ele procurá-la no ônibus do colégio. Catarina, então, manda Jéssica deixar o instrumento atrás do ônibus. Alex pede para que Abelardo o leve até o local onde está o ônibus para poder recuperar a TK400. Quando Abelardo liga o veículo e aciona a marcha-ré, ambos percebem que esmagaram algo. Alex corre até a traseira do ônibus e encontra a guitarra perdida aos pedaços. |                                   |                    |                      |                    |
| 104 | Problemas Acústicos e Catalínicos | 4 de março de 2010 | 26 de agosto de 2010 | 19 de maio de 2011 |
| Kike diz à Alex que pode consertar a guitarra, enquanto Isa continua preocupada com a TK400. Álvaro manda Isa devolver a guitarra e ela lhe pede mais um prazo para encontrá-la. Ágata organiza um momento a sós bastante alegre com Vladimir como forma de fazer ele terminar com ela, sendo bem-sucedida em seu plano. Isa e Linda colocam na flor que Catarina sempre usa em sua tiara um mini-microfone para poder ouvir tudo o que ela diz, mas quando Catarina descobre a armação das duas, faz uma cena, fingindo ser inocente e afirmando que que não foi ela quem roubou a TK400. |                                   |                    |                      |                    |
| 105 | Agora, sim, adeus à TK400!        | 5 de março de 2010 | 27 de agosto de 2010 | 20 de maio de 2011 |
| Alex e Kike estão tentando consertar o violão, mas Sebastián pensa que foram eles que roubaram e quebraram a TK400. Para acabar com a insistência em acusá-los, Alex "confessa" que foi ele quem quebrou o violão e pede ao filho de Álvaro para que não conte nada a ninguém. Os garotos conseguem consertar a guitarra, mas ela não toca direito. Eles mostram a guitarra consertada à Tamarindo, alegando que a encontraram. Enquanto isso, Samy tira sua peruca e afirma que, na verdade, é a irmã gemêa de Sandy, chocando a todos, especialmente Xavier, que está começando a se apaixonar por ela. Sebastián diz à Alvaro que encontraram a guitarra e se oferece para tocar uma música, a fim de escutar como ela soa. Todos pedem para Sebastián não tocar, porém ele não dá ouvidos. Ao começar a tocar, a guitarra se sai muito bem, mas 2 minutos depois, se quebra. |                                   |                    |                      |                    |

### Semana 22
| # | Título                                      | Exibição original   | Exibição no Brasil    | Exibição no Brasil |
| # | Título                                      | Exibição original   | Nickelodeon           | Bandeirantes       |
| --- | ------------------------------------------- | ------------------- | --------------------- | ------------------ |
| 106 | Amiga da Catarruína outra vez?              | 8 de março de 2010  | 30 de agosto de 2010  | 23 de maio de 2011 |
| Alex suspeita que foi Catarina quem robou a TK400, mas ela, como sempre, se faz de inocente. Sebastián pergunta o que faz Alex pensar que pode ter sido Catarina e ele responde que achou super estranho aparecer uma tarântula justo no turno de Isa e Linda e logo após dele ter recebido um torpedo anônimo que o levou até à armadilha. Rey e Xavier começam a discutir por culpa de Sandy, ou melhor, por conta de sua irmã gêmea. Xavier começa a se apaixonar por ela aos poucos, Linda percebe e vai reclamar com ele por estar pegando na mão de Samy. Sebastián reflete sobre seus atos e decide implorar por outra chance à Naty. Isa pede para conversar com Catarina, pensando em perdoá-la, mas Catarina se faz de desentendida. |                                             |                     |                       |                    |
| 107 | Plano RPA (Recuperar a Pasta de Avaliações) | 9 de março de 2010  | 31 de agosto de 2010  | 24 de maio de 2011 |
| Xavier decide evitar Sandy e Samy para não ter mais problemas com Linda. Alex quer conversar a sós com Catarina. Linda se preocupa cada vez mais ao lembrar que vai ficar longe de Isa no final do semestre, mas ambas dizem uma para a outra que isso não vai acontecer, pois são inseparáveis. Isa lembra que precisa recuperar sua posta de provas para poder provar à Tamarindo quais foram suas verdadeiras notas nas avaliações, obter a aprovação e poder se formar. Assim começa o plano RPA. |                                             |                     |                       |                    |
| 108 | O Plano está em ação!                       | 10 de março de 2010 | 1 de setembro de 2010 | 25 de maio de 2011 |
| Álvaro aprova o projeto de guitarra desenhado por Isa e os garotos como compensação pela quebra da TK400 e depois ele propõe à ela que volte a assinar com sua gravadora. Sebastián pergunta ao pai se ele tem algum irmão, mas Álvaro nega. Isa recebe uma correspondência de sua mãe, onde estão todos os materiais que Tamarindo pediu para poder revisar as suas provas. Mateus e Marisol tem um plano para resgatar Play, mas quando vão buscar o cachorro no sótão, ele não está mais lá, porque Tamarindo o levou ao seu quarto. Rey convida Samy e Sandy para ensaiar para uma cena juntos, mas Sandy inventa uma série de desculpas a Rey para que ele não se dê conta de que está fingindo ser Samy. Isa e Alex suspeitam que é Catarina quem está com a pasta de provas. Então, eles armam um plano junto com Linda para tentar entrar no quarto dela. Para despistá-la, Alex convida Catarina para ensaiar as músicas que Safira pediu. Para distrair Jéssica, sua colega de quarto, todos pedem para que Nando a convide para ir ao cinema, mas quando ele faz o convite, Faby escuta a conversa, fica muito triste e começa a chorar. Isa e Linda entram no quarto de Catarina e tratam de abrir o cofre. Depois de ensaiar muito com Alex, Catarina pede uma pausa para descansar, mas Alex diz que eles precisam continuar ensaiando. As meninas conseguem abrir o cofre, mas Linda acidentalmente o fecha quando pula de alegria. Enquanto isso, Alex vai pegar uma garrafa de água para refrescar Catarina, mas quando volta, ela já não está mais lá. Quando Catarina chega em seu quarto, depara-se com Isa e Linda ali. |                                             |                     |                       |                    |
| 109 | Descobertas pela Cataclísmica               | 11 de março de 2010 | 2 de setembro de 2010 | 26 de maio de 2011 |
| Catarina grita e arma um escândalo para Isa e Linda saírem de seu quarto. Rey bota o topete para funcionar e descobre que Sandy e Samy são a mesma pessoa. Alex recebe uma ótima notícia: a gravadora quer que ele invista numa carreira-solo, o que faz Catarina ter que aceitar que não vai mais trabalhar com ele. Sebastián começa a suspeitar que seu irmão desconhecido pode também estar estudando no Bravo e, pior do que isso, pode ser justamente o rapaz que ele mais odeia no colégio. |                                             |                     |                       |                    |
| 110 | Irmão de Alex?                              | 12 de março de 2010 | 3 de setembro de 2010 | 27 de maio de 2011 |
| Sebastián está totalmente convencido de que Alex é seu irmão com base nas informações dadas por sua mãe biológica. Ela, por sua vez, promete enviar à ele uma foto para que possa conhecê-lo. Álvaro assume de Safira o contrato de Catarina por 5 anos e diz à garota que ele a comprou para que nos próximos 5 anos, ela não possa cantar canção alguma. Furiosa, Catarina põe um novo plano em ação para se vingar do pai de Sebástian. O diretor Andy descobre que Isa tem uma possibilidade de se formar e propõe que ela faça uma superavaliação onde cairia todas as matérias aprendidas ao longo do ano letivo e Isa aceita. A mãe de Sebastián manda a foto de seu irmão desconhecido pelo correio para o colégio. Alex consegue ingressos para o novo show do Mental Trek, mas Isa recusa por estar muito ocupada estudando, o que faz ele dar os ingressos de presente para Nando ir com Faby. Rey, ao descobrir que Sandy e Samy são a mesma pessoa, termina com ela. Catarina rouba a foto enviada pela mãe de Sebastián e coloca no lugar uma foto de Alex mais novo. Quando Sebastián vê a foto, pergunta à Isa se conhece o garoto da foto e ela lhe responde que é Alex. |                                             |                     |                       |                    |

### Semana 23
| # | Título                            | Exibição original   | Exibição no Brasil     | Exibição no Brasil |
| # | Título                            | Exibição original   | Nickelodeon            | Bandeirantes       |
| --- | --------------------------------- | ------------------- | ---------------------- | ------------------ |
| 111 | A tenebrosa "Palavra de Catarina" | 15 de março de 2010 | 6 de setembro de 2010  | 30 de maio de 2011 |
| Sebastián conta à Isa desconfiar de que Alex seja seu irmão, mas ela afirma não poder acreditar nisso. Catarina escuta a conversa e vai depois falar com ele sobre o assunto. Rey termina com Sandy, porque se recusa a acreditar como ela pôde inventar uma mentira tão feia. Sebastián e Isa tentam conversar com Alex sobre o que descobriram. Catarina rouba de novo um beijo de Alex. |                                   |                     |                        |                    |
| 112 | Mistério Fraternal                | 16 de março de 2010 | 7 de setembro de 2010  | 31 de maio de 2011 |
| Alex se irrita em Isa e o Sebastián juntos e mais ainda em saber que pode ser irmão biológico dele. Tamarindo descumpre a promessa feita à Mateus e Marisol e leva Play para um canil. Ágata não encontra uma maneira de dizer à Tamarindo que não quer entrar para a Academia dos Diretores, mas Kike se irrita ao perceber como ela tem dificuldade em correr atrás dos próprios sonhos. Nando enfrenta uma crise de ciúmes de Faby. Alex e Sebastián procuram Álvaro e exigem que ele dê explicações sobre a possibilidade deles serem realmente irmãos. |                                   |                     |                        |                    |
| 113 | Todos suspeitam de Catarruína!    | 17 de março de 2010 | 8 de setembro de 2010  | 1 de junho de 2011 |
| Alex e Sebastián finalmente descobrem a verdade de Álvaro e ficam aliviados. Rey e Linda precisam enfrentar juntos a fúria de Omar Centeno, pai de Sandy, que está inconformado com o término do namoro dele com sua filha. Kike termina com Ágata, pois não quer vê-la transformada em uma mini-Tamarindo com controle remoto. Mateus e Marisol não conseguem encontrar Play em lugar algum e temem que alguém já possa tê-lo adotado. Alex e Isa finalmente se reconciliam. Xavier e Sandy se beijam. |                                   |                     |                        |                    |
| 114 | A Pressão cai sobre Jéssica       | 18 de março de 2010 | 9 de setembro de 2010  | 2 de junho de 2011 |
| Alex liga para uma loja de animais e descobre que foi Jéssica quem alugou a tarântula que apareceu no dia em que Isa e Linda estavam vigiando a TK400. Isa recebe um torpedo anônimo em seu celular, dizendo que, em breve, ela terá uma grande surpresa. Sandy fica assustada com o beijo que recebeu de Xavier, questionando o porquê dele ter ousado fazer isso. Xavier, assustado, responde que não foi ele, e sim, eles quem ousaram juntos a beijar-se. Mateus e Marisol gravam um vídeo, pedindo ajuda para encontrar Play e postam na internet para ver se o encontram. Nando está morrendo de ciumes de Faby por culpa do ex-namorado dela e agora não larga mais de sua amada, decidindo não ir mais ao show do Mental Trek. Jéssica já não quer participar das armadilhas de Catarina, mas a vilã não aceita e começa a chantageá-la, dizendo que se ela afundar, vai levar Jéssica junto. Naty descobre que é Jessica quem está com a foto do irmão de Sebastián e corre para contar à ele. Alex é convocado por Safira a participar de uma sessão de fotos para uma revista de música e é avisado que a garota vista de costas será seu par nas fotos. |                                   |                     |                        |                    |
| 115 | A Volta da Cristarântula          | 19 de março de 2010 | 10 de setembro de 2010 | 3 de junho de 2011 |
| Alex se surpreende ao descobrir que a garota de costas é nada mais, nada menos que Cristina Ricalde. Sebastián corre atrás de Jéssica para recuperar a foto de seu verdadeiro irmão e depois de correrem pelo colégio inteiro, Jéssica rasga a foto. Catarina e Jéssica recebem torpedos ameaçadores pelo celular e passam a desconfiar uma da outra, até perceberem que não é de nenhuma das duas a autoria dos torpedos. Ágata diz à Tamarindo que não quer ir para a Academia dos Diretores. Isa continua a estudar muito e para que ela não se desconcentre mais, Alex, Kike e Nando recolhem todas as revistas das bancas de jornal ao redor do Bravo. Porém, quando Isa e Alex estão estudando sozinhos, Cristina aparece e joga uma revista bem em cima da mesa deles. |                                   |                     |                        |                    |

### Semana 24
| # | Título                                                      | Exibição original   | Exibição no Brasil     | Exibição no Brasil  |
| # | Título                                                      | Exibição original   | Nickelodeon            | Bandeirantes        |
| --- | ----------------------------------------------------------- | ------------------- | ---------------------- | ------------------- |
| 116 | "Deu um branco" na Prova. Acuda!                            | 22 de março de 2010 | 13 de setembro de 2010 | 6 de junho de 2011  |
| Isa fica abalada ao ver Cristina abraçada com Alex na capa da revista e perde toda a concentração durante a realização da prova. Tamarindo pressiona Isa para que ela termine e entregue logo a avaliação. Cristina volta ao Bravo e, conforme disse, voltou para ver seus amigos de tantas aventuras. Primeiro, manda um torpedo para Catarina, mandando ela ir até o auditório e, chegando lá, canta a sua música, cobrando que ela entenda a mensagem. Linda recusa o papel que Omar lhe ofereceu. Xavier e Sandy se desculpam pelo beijo. Ágata mais uma vez diz à Tamarindo que não quer ingressar na Academia de Diretores, e a diretora a ameaça, dizendo que pode contar aos seus pais sobre sua relação com Kike. No final, ela aceita ir à contragosto. Isa "quebra a cabeça" durante a prova. Cristina quer se vingar de Catarina e desmascará-la na frente de todos. Enquanto isso, Nando pensa em fazer as pazes com Faby após brigarem. Linda conversa com Omar sobre o filme em que vai atuar. Jéssica diz à Catarina que está cansada de participar de seus planos, mas sua colega de quarto novamente a ameaça dedurá-la para o colégio todo. |                                                             |                     |                        |                     |
| 117 | A Temível Cataclísmica e o terrível Veneno da Cristarântula | 23 de março de 2010 | 14 de setembro de 2010 | 7 de junho de 2011  |
| Cristina conta à Jessica e Catarina que tem um plano para que Isa não passe na superavaliação e diz que para realizá-lo, precisará de uma câmera com luz noturna. Ainda sofrendo para lembrar o que estudou, Isa cochila em cima da prova até sonhar com Alex e , ao acordar, recupera a memória dos conteúdos que estudou com ele. Cristina mexe painel de energia do colégio, apagando propositalmente a luz na sala de aula onde Isa está, enquanto isso Jéssica entra na sala com a câmera de luz noturna para poder enxergar e apaga uma folha inteira da prova da Isa e depois circula as respostas dela ao contrário. Rey tenta reconquistar Linda, prometendo ser o namorado que ela quer. Nando pede à Faby que volte com ele. A luz também é desligada no estúdio de gravação e Alex estranha a queda de energia bem no momento em que Isa está fazendo a prova. Jéssica sai da sala e Cristina religa a luz no painel de energia. A professora Cecília intercede à favor de Isa ao não considerar justo que ela tenha menos tempo de fazer a prova em decorrência da falta de luz e volta areia na ampulheta de Tamarindo. Isa termina a prova teórica e depois faz a prova prática, cantando "Un Poquito Mala", fazendo com que tanto os professores quanto a própria Tamarindo dancem. A diretora e os professores pedem à Isa que vá ao corredor para corrigirem a corrigam a prova escrita dela. Alex já a esperava no corredor e eles comemoram quando ela afirma que sabia tudo o que tinha caído na prova e quase se beijam, sendo interrompidos pelos professores, que a chamam para retornar à sala de aula. Isa entra e pergunta como se saiu na prova. A diretora responde que ela se saiu bem, mas não obteve a pontuação necessária para a aprovação, sendo reprovada. |                                                             |                     |                        |                     |
| 118 | Se Você não se forma, Eu também Não!                        | 24 de março de 2010 | 15 de setembro de 2010 | 8 de junho de 2011  |
| Isa fica frustrada com a reprovação e desconta em a raiva em Alex, culpando-o por tê-la desconcentrado com a história da revista e os dois acabam brigando. Sebastián conhece seu irmão de verdade, mas desconfia mais um golpe de Álvaro. Catarina fica feliz com o sucesso final de seus planos e afirma que já conseguiu destruir por completo a vida da Isa, mas Jéssica não suporta mais essa situação e corre para avisar à Isa tudo o que as duas aprontaram. Kike e Ágata armam um plano para assustar Tamarindo para que deixe ela deixe sua ex-assistente em paz de uma vez por todas. |                                                             |                     |                        |                     |
| 119 | Jéssica e Cataclísmica separadas?                           | 25 de março de 2010 | 16 de setembro de 2010 | 9 de junho de 2011  |
| Jéssica começa a contar toda a verdade para Isa e Alex, mas Catarina chega bem na hora e impede Jéssica de prosseguir. Mais tarde, Jéssica afirma estar cansada de seus planos contra a Isa e termina a amizade com ela. Catarina decide cumprir com a ameaça e delata a ex-amiga à Tamarindo, acusando-a pela quebra da TK400. A diretora chama Jéssica em sua sala e esta delata a mentoria intelectual de Catarina no plano de roubar e quebrar a guitarra acústica de Álvaro, mas Tamarindo não acredita nela. Sebastián e Naty conversam sobre a relação deles quando chega Álvaro, que pede ao filho para que eles e seu recém-descoberto novo irmão "formem" uma família. Kike e Ágata falham em seu plano e Tamarindo determina que Ágata irá para a Academia dos Diretores, enquanto Kike será expulso do Bravo. Linda recebe uma carta, convidando-a para ingressar em uma escola de belas artes de Nova Iorque como bailarina, o que deixa Rey triste. Xavier e Sandy se beijam de novo enquanto estão dançando e ela apresenta ele ao seu pai, que começa a dançar também. Cristina chama Alex e Isa para irem à Toca Azul e mostra a eles um vídeo de Catarina dizendo à Jessica para apagar todas as respostas da prova de Isa. Ao final, Cristina pede a ajuda deles para acabar com Catarina de uma vez por todas. |                                                             |                     |                        |                     |
| 120 | Siga seu Coração e chegará à Formatura                      | 26 de março de 2010 | 17 de setembro de 2010 | 10 de junho de 2011 |
| Isa finge terminar com Alex para Catarina pensar que ainda tem chances com ele. Como parte do plano, Isa procura Catarina, que está sentada com Cristina, e pede para falar com ela. Catarina aceita e dispara contra Isa, dizendo ser melhor que ela em tudo e confessa todas as suas sabotagens ao longo da trama. É nessa hora que Cristina exibe um DVD intitulado "A História da Catarina Infravermelha". Isa declara que nele estão todas as confissões feitas por Catarina que Jéssica gravou por meio de uma câmera escondida em sua cabeça. Quando Catarina tenta roubar o DVD, este cai e Play, o cachorro de Mateus, foge com ele. Play corre até à diretoria e atrás dele vão Isa, Cristina, Catarina, Alex e Jéssica. Todos, menos Catarina, insistem para que Tamarindo assista ao DVD e ela, pressionada, assiste e também descobre as sabotagens de Catarina. A diretora, então, comunica tudo à mãe de Catarina e ambas concordam em mandá-la para a Academia dos Diretores. Alguns dias depois, Catarina aparenta estar sofrendo de verdade e pede perdão à Isa e Sebastián por todas as maldades que cometeu, mas tudo não passa de fingimento. Enquanto isso, todos os alunos do Bravo descobrem que passaram de ano e vão se formar. No dia da formatura, apresentam um videoclipe feito por eles mesmos e toda a plateia aplaude. Infiltrada, Catarina pensa consigo mesma: "Se eu não posso ser feliz, ninguém mais pode ser feliz!". Nisso, ela move o canhão de luz que ilumina o palco para a cara de Isa e Alex quando eles estão discursando como uma forma de vingança. No entanto, Mateus e Marisol flagram tudo e desligam a energia do canhão de luz. Eles avisam Catarina que seu ônibus já está na porta da escola, esperando por ela. Catarina se recusa a ir, o que faz com que Mateus chame seus amigos para arrastar a vilã até o ônibus. Enquanto isso, Rey diz que só se formará se Linda se formar junto com ele e os dois se beijam no palco. Logo depois, é a vez de Isa e Alex darem o beijo mais aguardado por todos. Agindo como a vilã que sempre foi, Cristina deixa claro à Isa que foram apenas aliadas de ocasião, pois nunca foi e nunca será amiga dela. A novela termina com os alunos, inclusive Cristina, dançando no palco e cantando alegres. |                                                             |                     |                        |                     |